# Günther Weiss (Radsportler)
Günther Weiss (* 1935 in Böhl-Iggelheim) ist ein ehemaliger deutscher Radrennfahrer und nationaler Meister im Radsport.

## Sportliche Laufbahn
Weiss war Spezialist für Querfeldeinrennen (heutige Bezeichnung Cyclocross), war aber auch im Straßenradsport aktiv. 1964 gewann er in Abwesenheit der Favoriten Rolf Wolfshohl und Karl-Heinz Kunde (damit starteten nur Amateure) die nationale Meisterschaft im Querfeldeinrennen vor Heinrich Ruffenach. 1970 war er Vizemeister hinter Wolfshohl geworden. Auf der Straße hatte er einige Erfolge in regionalen Rennen.
Bei den Cyclocross-Weltmeisterschaften wurde er 1964 26., 1969 17. (Profirennen) und 1970 22. (Profirennen).